# Smedestræde 4
Smedestræde 4 er en dansk film fra 1950. Filmen må karakteriseres som tilhørende kriminalgenren.
- Manuskript C.E. Krøyer
- Instruktion Arne Weel

Blandt de medvirkende kan nævnes:
- Ib Conradi
- Ebba Nørager
- Olaf Ussing
- Bjørn Watt Boolsen
- Kjeld Petersen
- Grethe Thordahl
- Preben Lerdorff Rye
- Karl Stegger
- Einar Juhl
- Kjeld Jacobsen
- Liva Weel
- Jørn Jeppesen
- Ove Sprogøe
- Eik Koch